# Bistrița-Năsăud (distrikt)

## Byer
- Bistrița
- Beclean
- Năsăud
- Sângeorz-Băi

## Kommuner
| - Bistrița Bârgăului - Braniștea - Budacu de Jos - Budești - Căianu Mic - Cetate - Chiochiș - Chiuza - Ciceu-Giurgeşti - Ciceu-Mihăieşti - Colibiţa - Cormaia - Coşbuc - Dumitra | - Dumitriţa - Feldru - Galaţii Bistriţei - Ilva Mare - Ilva Mică - Josenii Bârgăului - Leşu - Lechinţa - Livezile - Lunca Ilvei - Măgura Ilvei - Maieru - Matei - Măgura Ilvei | - Mărişelu - Miceştii de Câmpie - Milaş - Monor - Negrileşti - Nimigea - Nuşeni - Parva - Petru Rareş - Poiana Ilvei - Prundu Bârgăului - Rebra - Rebrişoara - Rodna | - Romuli - Runcu Salvei - Rusu de Sus - Rusu de Jos - Salva - Sărăţel - Sânmihaiu de Câmpie - Şieu - Şieu-Odorhei - Şieu-Măgheruş - Şieuţ - Şintereag - Silivaşu de Câmpie - Suplai | - Spermezeu - Şanţ - Târlişua - Teaca - Telciu - Tiha Bârgăului - Uriu - Urmeniş - Zagra |

## Demografi
47°08′20″N 24°30′01″Ø / 47.1389°N 24.5003°Ø